# Панонска война
Панонската война (на латински: Bellum Pannonicum) е военна кампания на римляните от 13 до 9 пр.н.е., завършила със завоюването на южна Панония и значителни части от Илирия (Далмация).
Това е втората далмато-илирийска кампания на император Август. Неговите командири са Марк Виниций (14 – 9 пр.н.е.), Марк Випсаний Агрипа (13 пр.н.е.), Тиберий (12 – 9 пр.н.е.) и Калпурний Пизон (12 – 10 пр.н.е.). Участват 7 римски легиона с ок. 30 000/35 000 войници и ауксилиарии.
Август поставя легионите:
- на фронта в провинция Македония: IV Скитски легион, V Македонски легион и VII Благороден и лоялен Клавдиев легион;
- на фронта в Регион X Венетия и Истрия – Далмация: VIII Августовски легион, VIIII Испански легион, XV Аполонов легион и XX Победоносен Валериев легион